# Рогув-Весь
Рогув-Весь (пол. Rogów-Wieś) — село в Польщі, у гміні Рогув Бжезінського повіту Лодзинського воєводства.
Населення — 268 осіб (2011).
У 1975-1998 роках село належало до Скерневицького воєводства.

## Демографія
Демографічна структура станом на 31 березня 2011 року:
|          | Загалом | Допрацездатний вік | Працездатний вік | Постпрацездатний вік |
| -------- | ------- | ------------------ | ---------------- | -------------------- |
| Чоловіки | 127     | 23                 | 87               | 17                   |
| Жінки    | 141     | 23                 | 76               | 42                   |
| Разом    | 268     | 46                 | 163              | 59                   |